# Carlos Rehermann
Carlos Rehermann (né à Montevideo en 1961) est un romancier, dramaturge et architecte uruguayen.
Il a publié quatre romans et cinq pièces de théâtre. Il collabore à la presse uruguayenne et il dirige son propre programme « La habitación china » (TV Ciudad, Montevideo). Ses écrits ont reçu de nombreuses récompenses et ont été représentés lors de festivals internationaux.
Récemment les éditions L’atinoir ont publié une traduction de son roman L’auto,. A cette occasion, l'auteur a effectué à la fin de l'année 2021 une tournée dans plusieurs villes de France.

## Œuvres

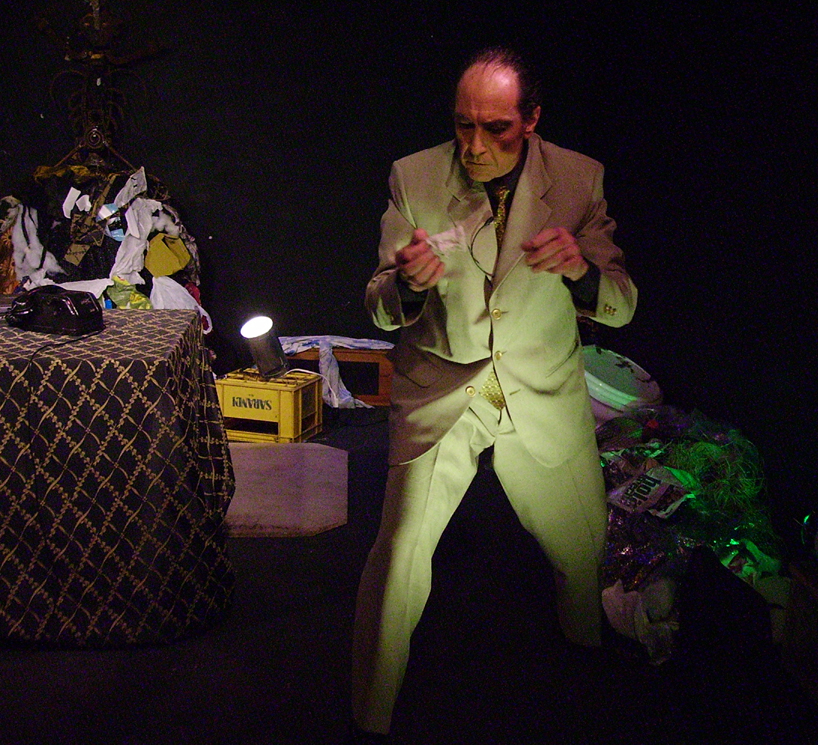
Roberto Foliatti, Basura (2006).

- Los días de la luz deshilachada, 1990, Ed. Signos, Montevideo
- El robo del cero Wharton, 1995, Ed. Trilce, Montevideo
- El canto del pato, 2000, Ed. Planeta, Montevideo
- Prometeo y la jarra de Pandora, 2006, Ed. Artefato, Montevideo
- Basura, Solos en el escenario, 2006
- Dodecamerón, 2008, HUM, Montevideo
- Mapa de la muerte en Obras para un personaje, 2009

### Théâtre
- Congreso de sexología, 1999
- Minotauros, 2000
- A la guerra en taxi, 2002
- Prometeo y la jarra de Pandora
- Basura, 2006
- El Examen, 2008
- Mapa de la muerte, 2009